# Bahía de Péchenga
La bahía del Péchenga (del ruso: Печенгская губа), también fiordo del Péchenga o fiordo de Petsamo, es un pequeño fiordo de Rusia, de unos 17 kilómetros de largo, localizado en aguas del mar de Barents, en la parte noroeste de la península de Kola, a unos 25 km de la frontera con Noruega. Tiene una anchura de hasta 7 km y una profundidad de 200 a 300 metros. El río Péchenga, que da nombre a la bahía, desagua en esta bahía. Administrativamente, la bahía y sus costas pertenecen al óblast de Múrmansk.
Tiene costas rocosas y en sus riberas se encuentran los asentamientos de Péchenga y Liinajamari.
En invierno, la bahía se encuentra cubierta de hielo.